# Manuel Cantacuzè (segle XII)
|  | Per a altres significats, vegeu «Manuel Cantacuzè». |

Manuel Cantacuzè fou un noble romà d'Orient. Era fill de Joan Cantacuzè. Fou cegat per ordre de l'emperador Manuel I Comnè (r. 1143-1180).